# Dendranthema zawadskii
Dendranthema zawadskii là một loài thực vật có hoa trong họ Cúc. Loài này được (Herbich) Tzvelev mô tả khoa học đầu tiên năm 1961.